# Satz von Levi (Lie-Algebra)
Der Satz von Levi, benannt nach Eugenio Elia Levi, ist ein Satz aus der Theorie der Lie-Algebren aus dem Jahre 1905, der die Zerlegung einer endlichdimensionalen, reellen oder komplexen Lie-Algebra in eine semidirekte Summe aus einer halbeinfachen und einer auflösbaren Lie-Algebra zum Inhalt hat; diese nennt man auch die Levi-Zerlegung.

## Begriffe
Das mit {\displaystyle \mathrm {rad} ({\mathfrak {g}})} bezeichnete Radikal einer Lie-Algebra ist das größte in ihr enthaltene auflösbare Ideal. Der Quotient {\displaystyle {\mathfrak {g}}/\mathrm {rad} ({\mathfrak {g}})} nach dem Radikal hat kein Radikal, das heißt, das Radikal ist der Nullraum und ist definitionsgemäß halbeinfach.

## Formulierung des Satzes
Es sei {\displaystyle {\mathfrak {g}}} eine endlichdimensionale reelle oder komplexe Lie-Algebra. Dann gibt es eine halbeinfache Lie-Algebra {\displaystyle {\mathfrak {s}}\subset {\mathfrak {g}}} mit {\displaystyle {\mathfrak {g}}={\mathfrak {s}}\oplus \mathrm {rad} ({\mathfrak {g}})} (Vektorraumsumme).
Da {\displaystyle \mathrm {rad} ({\mathfrak {g}})\subset {\mathfrak {g}}} ein Ideal ist, handelt es sich sogar um eine semidirekte Summe {\displaystyle {\mathfrak {s}}\ltimes \mathrm {rad} ({\mathfrak {g}})} von Lie-Algebren.

## Beweislinie
Da {\displaystyle \mathrm {rad} ({\mathfrak {g}})\subset {\mathfrak {g}}} ein Ideal ist, erhält man eine kurze exakte Sequenz
{\displaystyle 0\rightarrow \mathrm {rad} ({\mathfrak {g}})\rightarrow {\mathfrak {g}}\,{\xrightarrow {\varphi }}\,{\mathfrak {g}}/\mathrm {rad} ({\mathfrak {g}})\rightarrow 0}.
Die oben genannte Zerlegung in eine Vektorraumsumme ergibt sich sofort, wenn das Zerfallen dieser Sequenz gezeigt ist, das heißt die Existenz eines Lie-Algebren-Homomorphismus {\displaystyle \psi :{\mathfrak {g}}/\mathrm {rad} ({\mathfrak {g}})\rightarrow {\mathfrak {g}}}, so dass {\displaystyle \varphi \circ \psi } die identische Abbildung auf {\displaystyle {\mathfrak {g}}/\mathrm {rad} ({\mathfrak {g}})} ist. {\displaystyle {\mathfrak {s}}:=\psi ({\mathfrak {g}}/\mathrm {rad} ({\mathfrak {g}}))} leistet dann das Verlangte. Das ist genau der Inhalt des folgenden Satzes, der mit Hilfe des 2-ten Lemmas von Whitehead bewiesen werden kann:
Es sei {\displaystyle {\mathfrak {g}}} eine endlichdimensionale reelle oder komplexe Lie-Algebra. Dann zerfällt die kurze exakte Sequenz
{\displaystyle 0\rightarrow \mathrm {rad} ({\mathfrak {g}})\rightarrow {\mathfrak {g}}\,{\xrightarrow {\varphi }}\,{\mathfrak {g}}/\mathrm {rad} ({\mathfrak {g}})\rightarrow 0}.
Der Satz von Levi ist ein einfaches Korollar dieses Satzes.

## Levi-Komplement
Eine halbeinfache Lie-Algebra {\displaystyle {\mathfrak {s}}\subset {\mathfrak {g}}} heißt Levi-Komplement, wenn die direkte Vektorraumsumme mit dem Radikal ganz {\displaystyle {\mathfrak {g}}} ergibt. Daher lässt sich der Satz von Levi auch kurz wie folgt formulieren:
Jede endlichdimensionale reelle oder komplexe Lie-Algebra hat ein Levi-Komplement.